# Signalspaningskommittén
Signalspaningskommittén (FÖ 2009:1) är en svensk parlamentarisk kommitté som ska följa signalspaningen vid Försvarets radioanstalt (FRA) i syfte att redovisa och bedöma verksamhetens konsekvenser för den enskildes integritet. Kommittén ska enligt regeringens kommittédirektiv 2009:10 fungera som referensgrupp till Datainspektionen i inspektionens uppgift att fram till kontrollstationen 2011 följa FRA:s verksamhet ur ett integritetsskyddsperspektiv med fokus på personuppgiftsbehandling. Uppdraget ska redovisas senast den 6 december 2010. Kommittén ska i denna utvärdering utgå från förutsättningen att signalspaning i eter och tråd är en nödvändig resurs för att förse Sverige med underrättelser om förhållanden av betydelse för utrikes-, säkerhets- och försvarspolitiken och för kartläggning av yttre hot mot landet.
Kommittén består av sju riksdagsledamöter och ordförande är riksdagsledamoten Inger René (m). Övriga borgerliga ledamöter är: Cecilia Wigström (fp), Annie Johansson (senare Lööf) (c) och Paul Degerlund (kd). Oppositionen representeras av tre socialdemokrater: Berit Andnor (s), Tommy Waidelich (s), och Leif Jakobsson (s).